# Region Kanada (Junior League Baseball World Series)
Die Region Kanada ist eine der fünf internationalen Regionen, welche Teilnehmer an die Junior League Baseball World Series entsendeten. Die Region nimmt seit 1988 an diesem Turnier teil.

## Teilnehmende Mannschaften

Teilnehmer der Region Kanada

An den Kanadischen Meisterschaften nehmen jeweils eine Mannschaft der angeschlossenen Regionen sowie zusätzlich eine Mannschaft der Gastgeber-Region teil. Die Regionen entsprechen bis auf eine den Kanadischen Provinzen.
- Region Atlantik ( Nova Scotia und  New Brunswick)
- Region  Alberta
- Region  British Columbia
- Region  Ontario
- Region  Québec
- Region  Saskatchewan

Bis 2010 waren Alberta und Saskatchewan in der Region Prärie organisiert.
Die weiteren Provinzen Neufundland und Labrador, Manitoba und Prince Edward Island sowie die Territorien Nordwest-Territorien, Nunavut und Yukon stellen keine Mannschaften.

## Regionale Meisterschaften seit 2002
2002 wurden die Regionen zum Teil neu strukturiert.
Die jeweiligen Gewinner sind grün markiert.
| Jahr | Gastgeber                    | Atlantik                                   | Alberta                           | British Columbia                      | Ontario                                  | Prärie                                 | Québec                                         | Saskatchewan               |
| ---- | ---------------------------- | ------------------------------------------ | --------------------------------- | ------------------------------------- | ---------------------------------------- | -------------------------------------- | ---------------------------------------------- | -------------------------- |
| 2002 | East Nepean Eagles LL Ottawa | Region Atlantik                            | Region Prärie                     | North Langley LL Langley              | Ontario                                  | Region Prärie                          | Québec                                         | Region Prärie              |
| 2003 | La Plaine LL La Plaine       | Region Atlantik                            | Region Prärie                     | Whalley LL Surrey                     | Ontario                                  | Region Prärie                          | Québec                                         | Region Prärie              |
| 2004 | Coquitlam LL Coquitlam       | Sydney LL Sydney (Nova Scotia)             | Region Prärie                     | Whalley LL Surrey                     | Gloucester LL Ottawa                     | Moose Jaw LL Moose Jaw (Saskatchewan)  | LNDB Brossard LL Brossard                      | Region Prärie              |
| 2005 | Glace Bay LL Glace Bay       | Sydney Mines LL Sydney Mines (Nova Scotia) | Region Prärie                     | White Rock-South Surrey LL White Rock | Orleans LL Ottawa                        | Centennial LL Calgary (Alberta)        | Valleyfield LL Salaberry-de-Valleyfield        | Region Prärie              |
| 2006 | Southwest LL Lethbridge      | Glace Bay LL Glace Bay (Nova Scotia)       | Region Prärie                     | Prince George LL Prince George        | East Nepean LL Ottawa                    | Centennial LL Calgary (Alberta)        | N D G LL Montreal                              | Region Prärie              |
| 2007 | Windsor South LL Windsor     | Glace Bay LL Glace Bay (Nova Scotia)       | Region Prärie                     | Whalley LL Surrey                     | Cornwall LL Cornwall                     | Southwest LL Lethbridge (Alberta)      | Valleyfield LL Salaberry-de-Valleyfield        | Region Prärie              |
| 2008 | Coquitlam LL Coquitlam       | Glace Bay LL Glace Bay (Nova Scotia)       | Region Prärie                     | Whalley LL Surrey                     | Port Arthur National LL Thunder Bay      | Medicine Hat LL Medicine Hat (Alberta) | N D G LL Montreal                              | Region Prärie              |
| 2009 | Langley LL Langley           | Sydney Mines LL Sydney Mines (Nova Scotia) | Region Prärie                     | Coquitlam LL Coquitlam                | Windsor South LL Windsor                 | Medicine Hat LL Medicine Hat (Alberta) | N D G LL Montreal                              | Region Prärie              |
| 2010 | Southwest LL Lethbridge      | Sydney Mines LL Sydney Mines (Nova Scotia) | Region Prärie                     | Coquitlam LL Coquitlam                | Orleans LL Ottawa                        | Medicine Hat LL Medicine Hat (Alberta) | N D G LL Montreal                              | Region Prärie              |
| 2011 | Southwest LL Lethbridge      | Sydney LL Sydney (Nova Scotia)             | Medicine Hat LL Medicine Hat      | Whalley LL Surrey                     | Orleans LL Ottawa                        | aufgelöst                              | Baseball Mineur Drummondville LL Drummondville | Kiwanis National LL Regina |
| 2012 | Southwest LL Lethbridge      | Sydney LL Sydney (Nova Scotia)             | Centennial LL Calgary             | Whalley LL Surrey                     | Ft. William/Current River LL Thunder Bay | aufgelöst                              | N D G LL Montreal                              | Kiwanis National LL Regina |
| 2013 | Southwest LL Lethbridge      | Sydney LL Sydney (Nova Scotia)             | Calgary Rocky Mountain LL Calgary | Whalley LL Surrey                     | Orleans LL Ottawa                        | aufgelöst                              | N D G LL Montreal                              | Kiwanis National LL Regina |
| 2014 | Southwest LL Lethbridge      | Glace Bay LL Glace Bay (Nova Scotia)       | Medicine Hat LL Medicine Hat      | Whalley LL Surrey                     | Oakville LL Oakville                     | aufgelöst                              | N D G LL Montreal                              | North Regina LL Regina     |

## Resultate an den Junior League World Series

### Nach Jahr
| Jahr | Mannschaft                | Stadt                    | Klassierung   | W-L |
| ---- | ------------------------- | ------------------------ | ------------- | --- |
| 1988 | Sherbrooke-Lennoxville LL | Sherbrooke               |               |     |
| 1989 | Confederation Park LL     | Calgary                  |               |     |
| 1990 | Whalley LL                | Surrey                   |               |     |
| 1991 | Windsor LL                | Windsor                  |               |     |
| 1992 | Orleans LL                | Ottawa                   |               |     |
| 1993 | Valleyfield LL            | Salaberry-de-Valleyfield |               |     |
| 1994 | White Rock                | White Rock               |               |     |
| 1995 | Windsor LL                | Windsor                  |               |     |
| 1996 | Whalley LL                | Surrey                   |               |     |
| 1997 | Kennedy Surrey LL         | Surrey                   |               |     |
| 1998 | Whalley LL                | Surrey                   |               |     |
| 1999 | Coquitlam LL              | Coquitlam                |               |     |
| 2000 | Langley LL                | Langley                  | Zweiter Platz |     |
| 2001 | Whalley LL                | Surrey                   | Int. Finale   | 2–2 |
| 2002 | North Langley LL          | Langley                  | Gruppenphase  | 1–2 |
| 2003 | Whalley LL                | Surrey                   | Int. Finale   | 3–1 |
| 2004 | Moose Jaw LL              | Moose Jaw                | Gruppenphase  | 1–3 |
| 2005 | Orleans LL                | Ottawa                   | Gruppenphase  | 2–2 |
| 2006 | East Nepean LL            | Ottawa                   | Gruppenphase  | 1–3 |
| 2007 | Whalley LL                | Surrey                   | Int. Finale   | 3–2 |
| 2008 | Coquitlam LL              | Coquitlam                | Gruppenphase  | 1–3 |
| 2009 | Coquitlam LL              | Coquitlam                | Gruppenphase  | 0–4 |
| 2010 | Coquitlam LL              | Coquitlam                | Gruppenphase  | 0–4 |
| 2011 | Whalley LL                | Surrey                   | Gruppenphase  | 1–3 |
| 2012 | Centennial LL             | Calgary                  | Gruppenphase  | 0–4 |
| 2013 | Calgary Rocky Mountain LL | Calgary                  | Gruppenphase  | 0–4 |
| 2014 | North Regina LL           | Regina                   | Gruppenphase  | 2–2 |

 Stand nach den Junior League World Series 2014

### Nach Staat
| Staat            | Kanadische Meisterschaften | Welt- meisterschaften |
| ---------------- | -------------------------- | --------------------- |
| British Columbia | 15                         | 0                     |
| Ontario          | 5                          | 0                     |
| Alberta          | 3                          | 0                     |
| Québec           | 2                          | 0                     |
| Saskatchewan     | 2                          | 0                     |
| New Brunswick    | 0                          | 0                     |
| Nova Scotia      | 0                          | 0                     |
| Total            | 27                         | 0                     |

 Stand nach den Junior League World Series 2014